# Campeonato Mundial de Natação em Piscina Curta de 2012 - 50 m costas masculino
A prova dos 50 metros nado costas masculino do Campeonato Mundial de Natação em Piscina Curta de 2012 foi disputado entre 14 e 15 de dezembro em Istambul  na Turquia.

## Recordes
Antes desta competição, os recordes mundiais e do campeonato nesta prova eram os seguintes:
|    | Nome             | Nacionalidade  | Tempo | Local     | Data                   |
| -- | ---------------- | -------------- | ----- | --------- | ---------------------- |
| WR | Peter Marshall   | Estados Unidos | 22.61 | Singapura | 22 de novembro de 2009 |
| CR | Stanislav Donets | Rússia         | 22.93 | Dubai     | 18 de dezembro de 2010 |

## Medalhistas
| Ouro                | Prata              | Bronze                 |
| Robert Hurley (AUS) | Matt Grevers (USA) | Stanislav Donets (RUS) |

## Resultados

### Eliminatórias
As eliminatórias ocorreram dia 14 de dezembro.  
| Colocação | Bateria | Raia | Nome                            | Tempo | Notas |
| --------- | ------- | ---- | ------------------------------- | ----- | ----- |
| 1         | 7       | 9    | Matt Grevers (USA)              | 23.28 | Q     |
| 2         | 7       | 4    | Guilherme Guido (BRA)           | 23.48 | Q     |
| 3         | 8       | 4    | Stanislav Donets (RUS)          | 23.49 | Q     |
| 4         | 8       | 5    | Aschwin Wildeboer Faber (ESP)   | 23.54 | Q     |
| 5         | 6       | 5    | Robert Hurley (AUS)             | 23.57 | Q     |
| 6         | 6       | 3    | Sun Xiaolei (CHN)               | 23.60 | Q     |
| 7         | 6       | 4    | Daniel Orzechowski (BRA)        | 23.64 | Q     |
| 8         | 8       | 6    | Pavel Sankovich (BLR)           | 23.74 | Q     |
| 9         | 7       | 5    | Ashley Delaney (AUS)            | 23.77 | Q     |
| 10        | 5       | 6    | Ben Hesen (USA)                 | 23.79 | Q     |
| 11        | 6       | 6    | Mirco Di Tora (ITA)             | 23.81 | Q     |
| 12        | 7       | 3    | Christian Diener (GER)          | 23.86 | Q     |
| 13        | 8       | 3    | Lavrans Solli (NOR)             | 23.87 | Q     |
| 14        | 7       | 6    | Iskender Baslakov (TUR)         | 23.88 | Q     |
| 15        | 5       | 1    | Guy Barnea (ISR)                | 24.02 | Q     |
| 16        | 6       | 1    | Cheng Feiyi (CHN)               | 24.06 | Q     |
| 17        | 7       | 7    | Jonatan Kopelev (ISR)           | 24.17 |       |
| 18        | 6       | 2    | Radosław Kawęcki (POL)          | 24.20 |       |
| 19        | 8       | 7    | Alexis Santos (POR)             | 24.22 |       |
| 20        | 7       | 2    | Damiano Lestingi (ITA)          | 24.25 |       |
| 21        | 1       | 8    | Alexandr Tarabrin (KAZ)         | 24.36 |       |
| 22        | 8       | 2    | Dorian Gandin (FRA)             | 24.42 |       |
| 23        | 7       | 8    | Péter Bernek (HUN)              | 24.43 |       |
| 24        | 8       | 1    | Garth Tune (RSA)                | 24.50 |       |
| 25        | 6       | 8    | Tomasz Polewka (POL)            | 24.52 |       |
| 26        | 5       | 7    | Yuki Shirai (JPN)               | 24.59 |       |
| 27        | 7       | 1    | Darren Murray (RSA)             | 24.62 |       |
| 28        | 1       | 1    | Mindaugas Sadauskas (LTU)       | 24.70 |       |
| 29        | 7       | 0    | Andrei Shabasov (RUS)           | 24.76 |       |
| 30        | 6       | 0    | Kazuki Watanabe (JPN)           | 24.91 |       |
| 31        | 4       | 3    | Jake Tapp (CAN)                 | 25.11 |       |
| 32        | 8       | 8    | Daniel Ramirez Carranza (MEX)   | 25.15 |       |
| 33        | 6       | 7    | Güven Duvan (TUR)               | 25.17 |       |
| 34        | 5       | 4    | Martin Zhelev (BUL)             | 25.18 | NR    |
| 35        | 8       | 9    | Gábor Balog (HUN)               | 25.26 |       |
| 36        | 5       | 2    | Danas Rapšys (LTU)              | 25.32 |       |
| 37        | 5       | 8    | Charles Hockin Brusquetti (PAR) | 25.34 |       |
| 38        | 8       | 0    | Ng Kai Wee Rainer (SIN)         | 25.36 |       |
| 39        | 5       | 5    | Quah Zheng Wen (SIN)            | 25.41 |       |
| 40        | 5       | 3    | Armando Barrera Aira (CUB)      | 25.56 |       |
| 41        | 6       | 9    | Rostislav Kubicky (SVK)         | 25.67 |       |
| 42        | 5       | 9    | Timothy Wynter (JAM)            | 25.98 |       |
| 43        | 4       | 4    | Jean Luis Gómez (DOM)           | 26.04 | NR    |
| 43        | 4       | 7    | Awse Ma'aya (JOR)               | 26.04 |       |
| 45        | 3       | 3    | Samson Opuakpo (NGR)            | 26.17 |       |
| 46        | 4       | 5    | Boris Kirillov (AZE)            | 26.23 |       |
| 47        | 4       | 0    | Ngou Pok Man (MAC)              | 26.72 |       |
| 48        | 4       | 6    | Jamal Chavoshifar (IRI)         | 26.98 |       |
| 48        | 4       | 1    | Jordan Augier (LCA)             | 26.98 | NR    |
| 50        | 5       | 0    | Mohammed Al-Ghafri (UAE)        | 27.12 |       |
| 51        | 4       | 8    | Rahul Monal Chokshi (IND)       | 27.48 |       |
| 52        | 4       | 2    | Rohit Imoliya (IND)             | 27.57 |       |
| 53        | 3       | 5    | Mohammad Abdo (PLE)             | 27.91 |       |
| 54        | 3       | 4    | Sio Kin Hei (MAC)               | 28.04 |       |
| 55        | 1       | 0    | David van der Colff (BOT)       | 28.11 |       |
| 56        | 3       | 2    | Julien Brice (LCA)              | 28.15 |       |
| 57        | 3       | 0    | Oriol Cuñat (AND)               | 28.22 |       |
| 58        | 3       | 9    | Erdenemunkh Demuul (MGL)        | 28.79 |       |
| 59        | 3       | 6    | Pablo Feo (AND)                 | 28.93 |       |
| 60        | 2       | 5    | Roman Hramtsov (TKM)            | 29.12 |       |
| 61        | 3       | 1    | Milimo Mweetwa (ZAM)            | 29.40 |       |
| 62        | 2       | 4    | Stanford Gore Kawale (PNG)      | 29.47 |       |
| 63        | 2       | 3    | Faraj Farhan (BHR)              | 29.53 |       |
| 64        | 3       | 8    | Hilal Hemed Hilal (TAN)         | 29.55 |       |
| 65        | 4       | 9    | Abdoul Khadre Mbaye Niane (SEN) | 29.60 |       |
| 66        | 2       | 6    | Alassane Sylla (CIV)            | 31.28 |       |
| 67        | 1       | 2    | Kgosietsile Molefinyane (BOT)   | 31.42 |       |
| 68        | 2       | 7    | Franc Aleksi (ALB)              | 32.04 |       |
| 69        | 2       | 1    | Brandon Schuster (SAM)          | 32.34 |       |
| 70        | 2       | 8    | Umarkhon Alizoda (TJK)          | 32.39 |       |
| 71        | 1       | 5    | Storm Halbich (VIN)             | 35.02 |       |
| 72        | 1       | 3    | Ablam Hodadje Awoussou (BEN)    | 35.30 |       |
| 73        | 1       | 4    | Nikolas Sylvester (VIN)         | 36.76 |       |
| 74        | 1       | 6    | Moris Beale (SLE)               | DSQ   |       |
| 74        | 1       | 9    | James Sahr (SLE)                | DSQ   |       |
| 74        | 2       | 0    | Giordan Harris (MHL)            | DSQ   |       |
| 75        | 1       | 7    | Luis Rojas Martinez (VEN)       | DNS   |       |
| 75        | 2       | 2    | Mohamed Eltayeb (SUD)           | DNS   |       |
| 75        | 2       | 9    | Rhudi Ayi Mensah Quaye (GHA)    | DNS   |       |
| 75        | 3       | 7    | João Aguiar (ANG)               | DNS   |       |

### Semifinal
A semifinal  ocorreu dia 14 de dezembro. 
| Colocação | Bateria | Raia | Nome                    | Nacionalidade  | Tempo | Notas |
| --------- | ------- | ---- | ----------------------- | -------------- | ----- | ----- |
| 1         | 2       | 5    | Stanislav Donets        | Rússia         | 23.14 | Q     |
| 1         | 2       | 3    | Robert Hurley           | Austrália      | 23.14 | Q     |
| 3         | 1       | 4    | Guilherme Guido         | Brasil         | 23.27 | Q     |
| 4         | 1       | 3    | Sun Xiaolei             | China          | 23.36 | Q     |
| 5         | 2       | 6    | Daniel Orzechowski      | Brasil         | 23.37 | Q     |
| 6         | 2       | 4    | Matt Grevers            | Estados Unidos | 23.43 | Q     |
| 7         | 1       | 1    | Iskender Baslakov       | Turquia        | 23.50 | Q, NR |
| 8         | 2       | 2    | Ashley Delaney          | Austrália      | 23.60 | Q     |
| 9         | 1       | 5    | Aschwin Wildeboer Faber | Espanha        | 23.61 |       |
| 10        | 1       | 2    | Ben Hesen               | Estados Unidos | 23.65 |       |
| 11        | 1       | 6    | Pavel Sankovich         | Bielorrússia   | 23.67 |       |
| 11        | 2       | 8    | Guy Barnea              | Israel         | 23.67 |       |
| 13        | 2       | 1    | Lavrans Solli           | Noruega        | 23.68 |       |
| 14        | 2       | 7    | Mirco Di Tora           | Itália         | 23.82 |       |
| 15        | 1       | 7    | Christian Diener        | Alemanha       | 23.86 |       |
| 16        | 1       | 8    | Cheng Feiyi             | China          | 23.99 |       |

### Final
A final teve sua disputa realizada em 15 de dezembro. 
| Colocação         | Raia | Nome               | Nacionalidade  | Tempo | Notas |
| ----------------- | ---- | ------------------ | -------------- | ----- | ----- |
| Medalha de ouro   | 5    | Robert Hurley      | Austrália      | 23.04 | OC    |
| Medalha de prata  | 7    | Matt Grevers       | Estados Unidos | 23.17 |       |
| Medalha de bronze | 4    | Stanislav Donets   | Rússia         | 23.19 |       |
| 4                 | 3    | Guilherme Guido    | Brasil         | 23.25 |       |
| 5                 | 8    | Ashley Delaney     | Austrália      | 23.42 |       |
| 6                 | 6    | Sun Xiaolei        | China          | 23.43 |       |
| 7                 | 2    | Daniel Orzechowski | Brasil         | 23.47 |       |
| 8                 | 1    | Iskender Baslakov  | Turquia        | 23.49 | NR    |

Legenda
| Recorde mundial       | Recorde mundial (World record)               |                       | Recorde africano                      | Recorde africano (African) |                                           | Q | Classificado por posição (Qualified) |
| Recorde do campeonato | Recorde do campeonato (Championship record)  | Recorde da América    | Recorde da América (Americas)         | q                          | Classificado por melhor tempo (Qualified) |   |                                      |
| Melhor marca do ano   | Melhor marca do ano (World leading)          | Recorde asiático      | Recorde asiático (Asian)              | DNS                        | Não largou (Did not start)                |   |                                      |
| Recorde nacional      | Recorde nacional (National record)           | Recorde europeu       | Recorde europeu (European)            | DNF                        | Não terminou (Did not finish)             |   |                                      |
| Recorde pessoal       | Recorde pessoal do atleta (Personal best)    | Recorde da Oceania    | Recorde da Oceania (Oceania)          | DSQ / DQ                   | Desclassificado (Disqualified)            |   |                                      |
| Recorde da temporada  | Recorde da temporada do atleta (Season best) | Recorde sul-americano | Recorde sul-americano (South America) | NM                         | Sem marca (No mark)                       |   |                                      |